# Raffaele Di Mario
Raffaele Di Mario (Collepardo, 11 giugno 1927 – Roma, 1º giugno 2008) è stato un attore italiano.

## Biografia
Tra i ruoli da lui interpretati si ricordano don Salvatore Caruso ne La legge della Camorra (1973, diretto da Demofilo Fidani), il colonnello Ruiz in Io ho paura di Damiano Damiani nel 1977 e il Capo dell'Ufficio Riciclaggio Denaro Sporco, Duca Bumbam in Fantozzi contro tutti (1980).
Ha recitato anche con lo pseudonimo di Mario Ralph.

## Filmografia
- Tre croci per non morire, regia di Sergio Garrone (1968)
- Sissignore, regia di Ugo Tognazzi (1968)
- La notte è fatta per... rubare, regia di Giorgio Capitani (1968)
- Sentenza di morte, regia di Mario Lanfranchi (1968)
- Una nuvola di polvere... un grido di morte... arriva Sartana, regia di Giuliano Carnimeo (1970)
- La legge della Camorra, regia di Demofilo Fidani (1973)
- Un fiocco nero per Deborah, regia di Marcello Andrei (1974)
- Roma violenta, regia di Marino Girolami (1975)
- I violenti di Roma bene, regia di Sergio Grieco (1976)
- Io ho paura, regia di Damiano Damiani (1977)
- Italia: ultimo atto?, regia di Massimo Pirri (1977)
- Ritratto di borghesia in nero , regia di Tonino Cervi (1978)
- Il furto della Gioconda (mini-serie TV) (1978)
- L'albero della maldicenza, regia di Giacinto Bonacquisti (1979)
- Fantozzi contro tutti, regia di Neri Parenti e Paolo Villaggio (1980)
- Cappotto di legno, regia di Gianni Manera (1981)
- I carabbinieri, regia di Francesco Massaro (1981)
- Le storie di Mozziconi (1983) serie TV
- Nostalghia , regia di Andrej Tarkovskij (1983)
- Briganti, regia di Giacinto Bonacquisti (1983)
- Buio nella valle (miniserie TV) (1984)
- La Storia (miniserie TV) (1986)
- Buon Natale... buon anno, regia di Luigi Comencini (1989)
- Escurial, regia di Giacinto Bonacquisti (1991)
- Io e il re, regia di Lucio Gaudino (1995)